# Qualcomm
Qualcomm es una corporación multinacional estadounidense con sede en San Diego, California, e incorporada en Delaware. Crea semiconductores, software y servicios relacionados con la tecnología inalámbrica. Posee patentes críticas para los estándares de comunicaciones móviles 5G, 4G, CDMA2000, TD-SCDMA y WCDMA.
Qualcomm fue fundada en 1985 por Irwin M. Jacobs y otros seis cofundadores. Sus primeras investigaciones sobre la tecnología de teléfonos móviles inalámbricos CDMA se financiaron con la venta de un sistema de comunicaciones por satélite digital móvil bidireccional conocido como Omnitracs. Después de un acalorado debate en la industria inalámbrica, se adoptó el estándar 2G con las patentes CDMA de Qualcomm incorporadas. Posteriormente hubo una serie de disputas legales sobre el precio de las licencias de patentes exigidas por la norma.
A lo largo de los años, Qualcomm se ha expandido a la venta de productos semiconductores en un modelo de fabricación predominantemente sin fábrica. También desarrolló componentes semiconductores o software para vehículos, relojes, computadoras portátiles, wi-fi, teléfonos inteligentes y otros dispositivos.

## Historia

### Historia temprana
Qualcomm fue creado en julio de 1985 por siete ex empleados de Linkabit dirigidos por Irwin Jacobs. La empresa fue nombrada Qualcomm por "Quality Communications". Comenzó como un centro de investigación y desarrollo por contrato principalmente para proyectos gubernamentales y de defensa.
Qualcomm se fusionó con Omninet en 1988 y recaudó $3.5 millones en fondos para producir el sistema de comunicaciones por satélite Omnitracs para empresas de camiones. Qualcomm creció de ocho empleados en 1986 a 620 empleados en 1991, debido a la demanda de Omnitracs. Para 1989, Qualcomm tenía $32 millones en ingresos, el 50 por ciento de los cuales procedían de un contrato de Omnitracs con Schneider National. Las ganancias de Omnitracs ayudaron a financiar la investigación y el desarrollo de Qualcomm en tecnologías de acceso múltiple por división de código (CDMA) para redes de telefonía celular.

### 1990-2015
Qualcomm operaba con pérdidas en la década de 1990 debido a su inversión en investigación CDMA. Para obtener financiación, la empresa presentó una oferta pública inicial en septiembre de 1991 recaudando $68 millones de dólares. En 1995 se recaudaron $486 millones adicionales mediante la venta de 11.5 millones de acciones más. La segunda ronda de financiación se realizó para recaudar dinero para la fabricación masiva de teléfonos, estaciones base y equipos basados en CDMA, después de que la mayoría de las redes celulares con sede en EE. UU. anunciaran que adoptarían el estándar CDMA. La compañía tenía $383 millones en ingresos anuales en 1995 y $814 millones en 1996.
En 1998, se reestructuró Qualcomm, lo que provocó el despido de 700 empleados. Sus negocios de fabricación de estaciones base y teléfonos celulares se escindieron para centrarse en sus negocios de chipset y patentes de mayor margen. Dado que la división de estaciones base perdía $400 millones al año (nunca había vendido otra estación base después de realizar su décima venta), las ganancias se dispararon al año siguiente y Qualcomm fue la acción de más rápido crecimiento en el mercado con un crecimiento del 2,621 % en un año. Para el año 2000, Qualcomm había crecido a 6,300 empleados, $3,200 millones en ingresos y $670 millones en ganancias. El 39 por ciento de sus ventas provino de tecnología CDMA, seguido de licencias (22 %), tecnología inalámbrica (22 %) y otros productos (17 %). Alrededor de este tiempo, Qualcomm estableció oficinas en Europa, Asia Pacífico y América Latina. En 2001, el 65 por ciento de los ingresos de Qualcomm se originó fuera de los Estados Unidos y el 35 por ciento provino de Corea del Sur.
En 2005, Paul E. Jacobs, hijo del fundador de Qualcomm, Irwin Jacobs, fue nombrado nuevo director general de Qualcomm. Mientras que Irwin Jacobs se centró en las patentes de CDMA, Paul Jacobs volvió a centrar gran parte de la nueva investigación y desarrollo de Qualcomm en proyectos relacionados con Internet de las cosas. En el mismo año, adquirieron Flarion Technologies, un desarrollador de tecnología de acceso multiplexado por división de frecuencia ortogonal (OFDMA) de banda ancha inalámbrica.
Qualcomm anunció que Steven Mollenkopf sucedería a Paul Jacobs como director ejecutivo en diciembre de 2013. Mollenkopf dijo que expandiría el enfoque de Qualcomm a la tecnología inalámbrica para automóviles, dispositivos portátiles y otros mercados nuevos.

### 2015-presente: NXP, Broadcom y NUVIA
Qualcomm anunció su intención de adquirir NXP Semiconductors por $47 mil millones en octubre de 2016. El acuerdo fue aprobado por los reguladores antimonopolio de EE. UU. en abril de 2017 y se excluyeron algunas patentes esenciales para el estándar para que los reguladores antimonopolio aprobaran el acuerdo.
Mientras la adquisición de NXP estaba en curso, Broadcom hizo una oferta de $103 mil millones para adquirir Qualcomm, y Qualcomm rechazó la oferta. Broadcom intentó una adquisición hostil, y elevó su oferta, finalmente a $ 121 mil millones. La posible adquisición de Broadcom fue investigada por el Comité de Inversión Extranjera de EE. UU. y bloqueada por una orden ejecutiva del expresidente de EE. UU., Donald Trump, citando preocupaciones de seguridad nacional.
La adquisición de NXP por parte de Qualcomm se convirtió en parte de la guerra comercial entre China y Estados Unidos de 2018. El presidente de los Estados Unidos, Donald Trump, impidió que ZTE Corporation, con sede en China, comprara componentes fabricados en Estados Unidos, como los de Qualcomm. La restricción de ZTE se levantó después de que los dos países llegaron a un acuerdo, pero luego Trump elevó los aranceles contra los productos chinos. Qualcomm extendió una oferta pública a NXP al menos 29 veces en espera de la aprobación china, antes de abandonar el acuerdo en julio de 2018.
El 6 de enero de 2021, Qualcomm nombró a su presidente y jefe de la división de chips, Cristiano Amon, como su nuevo director ejecutivo.
El 13 de enero de 2021, Qualcomm anunció que adquiriría NUVIA, una startup de CPU de servidor fundada a principios de 2019 por exarquitectos Apple y Google, por aproximadamente $1.4 mil millones. La adquisición se completó en marzo de 2021 y se anunció que sus primeros productos serían CPU para computadoras portátiles, que se probarán en la segunda mitad de 2022.
En marzo de 2022, Qualcomm adquirió la marca Arriver de sistemas avanzados de asistencia al conductor y software de conducción autónoma de la empresa de inversión SSW Partners.
En junio de 2022, Qualcomm adquirió la startup israelí Cellwize a través de su división de inversión Qualcomm Ventures.
En agosto de 2022, Bloomberg News informó que Qualcomm planeaba regresar al mercado de CPU de servidor basado en el producto de NUVIA. Más tarde ese mes, Arm Ltd. anunció que demandó a Qualcomm y NUVIA por incumplimiento de acuerdos de licencia y violaciones de marcas registradas. Arm citó que los diseños de chips que utilizan las licencias Arm desarrolladas por NUVIA no podían transferirse a su empresa matriz Qualcomm sin permiso. Qualcomm indicó que sus licencias con Arm cubren procesadores de diseño personalizado.

## CDMA inalámbrico

### 2G

#### Historia temprana
A mediados de 1985, Hughes Aircraft contrató a Qualcomm para proporcionar investigación y pruebas para una propuesta de red satelital a la Comisión Federal de Comunicaciones (FCC). Al año siguiente, Qualcomm presentó su primera patente CDMA (N.º 4.901.307). Esta patente estableció el enfoque general de Qualcomm para CDMA y luego se convirtió en uno de los documentos técnicos citados con más frecuencia en la historia. El proyecto con la FCC se descartó en 1988, cuando la FCC les dijo a los doce proveedores que presentaron propuestas para formar una empresa conjunta para crear una sola propuesta.
Qualcomm desarrolló aún más las técnicas CDMA para uso comercial y las presentó a la Asociación de Industrias de Teléfonos Celulares (CTIA) en 1989 como una alternativa al estándar de acceso múltiple por división de tiempo (TDMA) para redes de telefonía celular de segunda generación. : 49 Unos meses más tarde, CTIA rechazó oficialmente el estándar CDMA de Qualcomm a favor del estándar TDMA más establecido desarrollado por Ericsson.
En ese momento, CDMA no se consideraba viable en aplicaciones comerciales de alto volumen debido al efecto de campo cercano-lejano, por el cual los teléfonos más cercanos a una torre celular con una señal más fuerte ahogan a las personas que llaman que están más lejos y tienen una señal más débil. Qualcomm presentó tres patentes adicionales en 1989. Eran para: un sistema de administración de energía que ajusta la intensidad de la señal de cada llamada para adaptarse al efecto de campo cercano-lejano; una metodología de "transferencia suave" para transferir llamadas de una torre celular a la siguiente; y un codificador de velocidad variable, que reduce el uso de ancho de banda cuando la persona que llama no está hablando.

#### Guerras santas de la tecnología inalámbrica
Después de que la FCC dijera que los operadores podían implementar estándares no aprobados por la CTIA, Qualcomm comenzó a presentar su tecnología CDMA directamente a los operadores. Esto inició lo que a menudo se conoce como "las guerras santas de la tecnología inalámbrica", un debate a menudo acalorado sobre si TDMA o CDMA eran más adecuados para las redes 2G. Los estándares CDMA compatibles con Qualcomm finalmente desbancaron a TDMA como el estándar 2G más popular en América del Norte, debido a su capacidad de red.
Qualcomm realizó demostraciones de prueba de CDMA en 1989 en San Diego y en 1990 en la ciudad de Nueva York. En 1990, Nynex Mobile Communications y Ameritech Mobile Communications fueron los primeros operadores en implementar redes CDMA en lugar de TDMA. Motorola, un anterior defensor de TDMA, realizó implementaciones de prueba de CDMA en Hong Kong y Los Ángeles. A esto le siguió una red de prueba de $2 millones en San Diego para Airtouch Communications. En noviembre de 1991, 14 operadores y fabricantes realizaron pruebas de campo CDMA a gran escala.
Los resultados de las implementaciones de prueba convencieron a CTIA de reabrir las discusiones sobre CDMA y el estándar 2G. CTIA cambió su posición y admitió CDMA en 1993, adoptando CDMA de Qualcomm como el estándar IS-95A, también conocido como cdmaOne. Esto provocó críticas generalizadas en foros, prensa comercial y convenciones de empresas que ya habían invertido mucho en el estándar TDMA y del desarrollador de TDMA, Ericsson.
La primera red celular CDMA a escala comercial se creó en Hong Kong en 1995. El 21 de julio de 1995, Primeco, que representaba una empresa conjunta de Bell Atlantic, Nynex, US West y AirTouch Communications, anunció que implementaría servicios basados en CDMA en redes en 15 estados. En ese momento, 11 de las 14 redes más grandes del mundo admitían CDMA. Para 1997, CDMA tenía el 57 por ciento del mercado estadounidense, mientras que el 14 por ciento del mercado estaba en TDMA.

#### Internacional
En 1991, Qualcomm y el Instituto de Investigación de Electrónica y Telecomunicaciones (ETRI) acordaron desarrollar conjuntamente tecnologías CDMA para la infraestructura de telecomunicaciones de Corea. Se adoptó un estándar CDMA como estándar inalámbrico nacional en Corea en mayo de 1993 y las redes CDMA comerciales se lanzaron en 1996. También se lanzaron redes CDMA en Argentina, Brasil, México, India y Venezuela. Qualcomm ingresó a los mercados ruso y latinoamericano en 2005. Para 2007, la tecnología de Qualcomm estaba en redes de telefonía celular en más de 105 países. Qualcomm también firmó acuerdos de licencia con Nokia en Europa, Nortel en Canadá y con Matsushita y Mitsubishi en Japón.
Qualcomm ingresó al mercado chino a través de una asociación con China Unicom en 2000, que lanzó la primera red basada en CDMA en China en 2003. China se convirtió en un mercado importante para los productos semiconductores de Qualcomm, representando más del cincuenta por ciento de sus ingresos, pero también en la fuente de muchas disputas legales relacionadas con la propiedad intelectual de Qualcomm. En 2007, 500 millones de dólares de los ingresos anuales de Qualcomm procedían de fabricantes coreanos.

#### Fabricación
Inicialmente, las operaciones de fabricación de Qualcomm se limitaban a un pequeño equipo de diseño y fabricación de ASIC para respaldar el sistema Omnitracs. Qualcomm se vio obligado a expandirse a la fabricación en la década de 1990 para producir los soportes de hardware necesarios para implementar redes CDMA que usaban la propiedad intelectual de Qualcomm. El primer gran proyecto de fabricación de Qualcomm fue en mayo de 1993, en un acuerdo para proporcionar 36,000 teléfonos CDMA al oeste de EE. UU.
Durante un tiempo, Qualcomm experimentó retrasos y otros problemas de fabricación porque no tenía experiencia con la fabricación en masa. En 1994, Qualcomm se asoció con Northern Telecom y formó una sociedad conjunta con Sony para aprovechar su experiencia en fabricación. Nokia, Samsung y Motorola introdujeron sus propios teléfonos CDMA en 1997. El negocio de fabricación de Qualcomm estaba perdiendo dinero debido a los grandes costos de equipo de capital y la disminución de los precios causada por la competencia. Además, en marzo de 1997, después de que Qualcomm presentara su teléfono Q, Motorola inició una demanda (resuelta extrajudicialmente en 2000) por presuntamente copiar el diseño de su teléfono Startac.
En diciembre de 1999, Qualcomm vendió sus intereses de fabricación a Kyocera Corporation, un fabricante japonés de CDMA y licenciatario de Qualcomm. La división de infraestructura de Qualcomm se vendió al competidor Ericsson en 1999 como parte de un acuerdo extrajudicial por una disputa de patentes CDMA que comenzó en 1996. La venta de la división de infraestructura marcó el comienzo de un aumento en el precio de las acciones de Qualcomm y un desempeño financiero más sólido, pero muchos de los 1,200 empleados involucrados estaban descontentos trabajando para un competidor y perdiendo sus opciones sobre acciones. Esto condujo a una disputa legal prolongada con respecto a las opciones sobre acciones de los empleados, lo que resultó en $74 millones en acuerdos para 2005.

### 3G
Se esperaba que los estándares 3G obligaran a los portadores TDMA anteriores a usar CDMA, para cumplir con los objetivos de ancho de banda 3G. Los dos mayores fabricantes de GSM, Nokia y Ericsson, abogaron por un papel más importante para GSM, con el fin de negociar precios de regalías más bajos de Qualcomm. En 1998, el Instituto Europeo de Estándares de Telecomunicaciones (ETSI) votó a favor del estándar WCDMA, que dependía menos de las patentes CDMA de Qualcomm. Qualcomm respondió negándose a licenciar su propiedad intelectual para el estándar.
La Asociación de la Industria de las Telecomunicaciones (TIA) y el Programa de Asociación de Tercera Generación 2 abogaron por un estándar CDMA-2000 de la competencia desarrollado principalmente por Qualcomm. Los políticos estadounidenses y europeos abogaron por los estándares CDMA-2000 y WCDMA respectivamente. La ITU dijo que excluiría completamente la tecnología CDMA de Qualcomm de los estándares 3G si no se resolvía una disputa de patentes sobre la tecnología con Ericsson. Los dos llegaron a un acuerdo extrajudicial en 1999, un mes antes de la fecha límite establecida por la UIT. Ambas empresas acordaron otorgar licencias cruzadas de su tecnología entre sí y trabajar juntos en estándares 3G.
Finalmente se llegó a un compromiso por el cual la UIT aprobaría inicialmente tres estándares: CDMA2000 1X, WCDMA y TD-SCDMA. Qualcomm acordó licenciar sus patentes CDMA para variantes como WCDMA. Había 240 millones de suscriptores de CDMA 3G en 2004 y 143 operadores en 67 países en 2005. Qualcomm afirmó poseer el 38 por ciento de las patentes esenciales de WCDMA, mientras que los intereses europeos de GSM patrocinaron un documento de investigación que afirmaba que Qualcomm solo poseía el 19 por ciento.
Qualcomm consolidó sus intereses en operadores de telecomunicaciones, como Cricket Communications y Pegaso, en una sociedad de cartera, Leap Wireless, en 1998. Leap se escindió más tarde ese año y se vendió a AT&T en 2014.

### 4G
Qualcomm abogó inicialmente por el estándar Ultra Mobile Broadband (UMB) basado en CDMA para redes inalámbricas de cuarta generación. UMB no era compatible con versiones anteriores de redes CDMA y no funcionaba tan bien en anchos de banda estrechos como el estándar LTE (evolución a largo plazo). Ninguna red celular adoptó UMB. Qualcomm detuvo el desarrollo de UMB en 2005 y decidió admitir el estándar LTE, aunque no dependía tanto de las patentes de Qualcomm. Luego, Qualcomm compró patentes relacionadas con LTE a través de adquisiciones. En 2012, Qualcomm poseía 81 patentes seminales utilizadas en los estándares 4G LTE, o el 12,46 %.
Qualcomm también se centró más en el uso de su propiedad intelectual para fabricar semiconductores en un modelo de fabricación sin fábrica. En 2004 se fundó una división de Organización de Tecnología VLSI, seguida por un grupo DFX en 2006, que hizo más del diseño de fabricación internamente. Qualcomm anunció que estaba desarrollando la unidad central de procesamiento (CPU) Scorpion para dispositivos móviles en noviembre de 2005. A esto le siguieron los primeros envíos del producto de sistema en chip Snapdragon, que incluye una CPU, GPS, unidad de procesamiento de gráficos, soporte de cámara y otro software y semiconductores, en noviembre de 2007. La familia de módems Gobi para dispositivos portátiles se lanzó en 2008. Los módems Gobi estaban integrados en muchas marcas de portátiles y el sistema Snapdragon en chips estaba integrado en la mayoría de los dispositivos Android.
Qualcomm ganó una subasta del gobierno en India en 2010 por mil millones de dólares en espectro y licencias para ofrecer servicios de banda ancha. Formó cuatro empresas conjuntas con sociedades de cartera indias para este propósito. Bharti adquirió una participación del 49 por ciento en las sociedades de cartera en mayo de 2012 y el resto fue adquirido en octubre de 2012 por AT&T.

### 5G
Según la revista Fortune, Qualcomm ha estado desarrollando tecnologías para futuros estándares 5G en tres áreas: radios que usarían el ancho de banda de cualquier red a la que tenga acceso, creando rangos de espectro más grandes al combinar piezas más pequeñas y un conjunto de servicios para Internet de las cosas. aplicaciones El primer chip de módem 5G de Qualcomm se anunció en octubre de 2016 y se demostró un prototipo en octubre de 2017. Las primeras antenas 5G de Qualcomm se anunciaron en julio de 2018. A partir de 2018, Qualcomm tiene asociaciones con 19 fabricantes de dispositivos móviles y 18 operadores para comercializar tecnología 5G. A fines de 2019, se vendían varios teléfonos con la tecnología 5G de Qualcomm incorporada.

## Software y otra tecnología

### Software temprano
Qualcomm adquirió una aplicación de correo electrónico llamada Eudora en 1991. Para 1996, Eudora estaba instalado en el 63 por ciento de las PC. Microsoft Outlook eclipsó a Eudora, ya que se proporcionaba de forma gratuita de forma predeterminada en las máquinas basadas en Windows. En 2003, Eudora de Qualcomm era la alternativa más popular a Microsoft Outlook, pero todavía tenía solo un cinco por ciento de participación en el mercado. El desarrollo de software para Eudora se retiró en 2006.
En 2001, Qualcomm presentó Brew, un servicio de desarrollo de aplicaciones para teléfonos inteligentes con API para acceder a contactos, facturación, tiendas de aplicaciones o multimedia en el teléfono. El operador surcoreano KTFreeTel fue el primero en adoptar el sistema Brew en noviembre de 2001, seguido por Verizon en marzo de 2002 para su programa "Get it Now". Había 2.5 millones de usuarios de Brew a finales de 2002 y 73 millones en 2003.

### Otra tecnología
En 2004, Qualcomm creó una subsidiaria de MediaFLO para llevar al mercado su especificación FLO (solo enlace directo). Qualcomm construyó una red MediaFLO de torres celulares de $800 millones para complementar las redes de operadores con una que está diseñada para multimedia. En comparación con las torres celulares que brindan comunicaciones bidireccionales con cada teléfono celular individualmente, las torres MediaFLO transmitirían contenido multimedia a los teléfonos móviles en una transmisión unidireccional. Qualcomm también vendió licencias y semiconductores basados en FLO.
Qualcomm creó el grupo de estándares FLO Forum con 15 participantes de la industria en julio de 2005. Verizon fue el primer operador en asociarse con MediaFlo en diciembre de 2005 para su V Cast TV de Verizon Wireless, al que siguió el servicio AT&T Mobile TV un par de meses después. El servicio MediaFlo se lanzó el domingo del Super Bowl en 2007. A pesar del interés que despertó el servicio entre los operadores, no fue popular entre los consumidores. El servicio requería que los usuarios pagaran una suscripción y tuvieran teléfonos equipados con semiconductores especiales. El servicio se suspendió en 2011 y su espectro se vendió a AT&T por 1,930 millones de dólares. Qualcomm reinició el esfuerzo en 2013 con LTE Broadcast, que utiliza torres celulares preexistentes para transmitir contenido selecto localmente en un espectro dedicado, como durante eventos deportivos importantes.
Sobre la base de la tecnología adquirida de Iridigm en 2004 por $ 170 millones, Qualcomm comenzó a comercializar pantallas Mirasol en 2007, que se expandió a ocho productos en 2008. Mirasol utiliza la luz natural que brilla en una pantalla para proporcionar iluminación a la pantalla, en lugar de una luz de fondo, para reducir el consumo de energía. La cantidad de espacio entre la superficie de la pantalla y un espejo dentro de un "modulador interferométrico" de 10 micrones de ancho determina el color de la luz reflejada. Mirasol finalmente se cerró después de un intento de revivirlo en 2013 en los relojes Toq.
En junio de 2011, Qualcomm presentó AllJoyn, un estándar inalámbrico para la comunicación entre dispositivos como teléfonos celulares, televisores, acondicionadores de aire y refrigeradores. La tecnología Alljoyn fue donada a la Fundación Linux en diciembre de 2013. Qualcomm y Linux Foundation luego formaron Allseen Alliance para administrar el estándar y Qualcomm desarrolló productos que usaban el estándar AllJoyn En diciembre de 2011, Qualcomm formó una subsidiaria de atención médica llamada Qualcomm Life. Simultáneamente, la subsidiaria lanzó un servicio basado en la nube para administrar datos clínicos llamado 2net y Qualcomm Life Fund, que invierte en empresas de tecnología inalámbrica para el cuidado de la salud. La subsidiaria duplicó su número de empleados al adquirir HealthyCircles Inc., una empresa de TI para el cuidado de la salud, en mayo siguiente. Qualcomm Life se vendió más tarde a una firma de capital privado, Francisco Partners, en 2019.

### Desarrollos desde 2016
En 2016, Qualcomm desarrolló su primer chip de procesador beta para servidores y PC llamado "Plataforma de desarrollo de servidores" y envió muestras para su prueba. En enero de 2017, se lanzó un chip de servidor de PC y centro de datos de segunda generación llamado Centriq 2400. PC Magazine dijo que el lanzamiento era "histórico" para Qualcomm, porque era un nuevo segmento de mercado para la empresa. Qualcomm también creó una subsidiaria de Qualcomm Datacenter Technologies para enfocarse en el mercado de PC y servidores. En 2017, Qualcomm introdujo tecnología integrada para cámaras 3D destinadas a aplicaciones de realidad aumentada y también desarrolló y demostró procesadores para computadoras portátiles.
En 2000, Qualcomm formó una empresa conjunta con Ford llamada Wingcast, que creó equipos telemáticos para automóviles, pero no tuvo éxito y cerró dos años después. Qualcomm adquirió la empresa de carga inalámbrica de automóviles eléctricos, HaloIPT, en noviembre de 2011 y luego vendió la empresa a WiTricity en febrero de 2019. Qualcomm también comenzó a introducir el sistema en chips Snapdragon y los módems Gobi y otros productos de software o semiconductores para automóviles autónomos y computadoras modernas para automóviles.
En 2020, Qualcomm contrató al veterano de Baidu, Nan Zhou, para encabezar el impulso de Qualcomm hacia la IA.

## Patentes y disputas de patentes
En 2023, el Informe Anual del PCT de la Organización Mundial de la Propiedad Intelectual (OMPI) clasificó a Qualcomm como el tercer lugar mundial en número de solicitudes de patentes realizadas en el marco del Sistema del PCT, con 3,410 solicitudes de patentes publicadas durante 2023. En 2017, Qualcomm poseía más de 130,000 patentes vigentes o pendientes. Un aumento con respecto a principios de la década de 2000, cuando Qualcomm tenía más de 1,000 patentes. Como el único inversionista temprano en investigación y desarrollo de CDMA, la cartera de patentes de Qualcomm contiene gran parte de la propiedad intelectual que es esencial para las tecnologías CDMA.
Dado que muchas de las patentes de Qualcomm son parte de un estándar de la industria, la empresa acordó otorgar licencias de esas patentes en términos "justos, razonables y no discriminatorios". Las regalías de Qualcomm ascienden a alrededor del 5 % o $30 por dispositivo móvil. Según la revista Fortune, esto es entre 5 y 10 veces más de lo que suelen cobrar otros titulares de patentes. Qualcomm dice que sus patentes son más caras porque son más importantes y su precio está dentro del rango de las prácticas comunes de concesión de licencias. Sin embargo, los competidores, los clientes y los reguladores a menudo alegan que Qualcomm cobra tarifas irrazonables o participa en una competencia desleal por las patentes obligatorias.

### Broadcom
En 2005, Broadcom y Qualcomm no pudieron llegar a un acuerdo sobre la concesión de licencias cruzadas de su propiedad intelectual, y Broadcom demandó a Qualcomm alegando que estaba infringiendo diez patentes de Broadcom. Broadcom solicitó a la Comisión de Comercio Internacional que prohibiera la importación de la tecnología afectada. Una demanda separada alegó que Qualcomm estaba amenazando con retener las licencias de patentes UMTS contra los fabricantes que compraron sus semiconductores a los competidores, en violación del acuerdo de estándares.
Qualcomm alegó que Broadcom estaba utilizando los litigios como táctica de negociación y que respondería con sus propias demandas. Qualcomm demandó a Broadcom alegando que estaba usando siete patentes de Qualcomm sin permiso. A fines de 2006, se habían presentado más de 20 demandas entre las dos partes y ambas partes afirmaban estar ganando.
En septiembre de 2006, un juez de un tribunal de Nueva Jersey dictaminó que el monopolio de patentes de Qualcomm era un aspecto inherente a la creación de estándares industriales y que las prácticas de fijación de precios de Qualcomm eran legales. En mayo de 2007, un jurado ordenó a Qualcomm pagar a Broadcom 19,6 millones de dólares por infringir tres patentes de Broadcom. En junio de 2007, la ITC dictaminó que Qualcomm había infringido al menos una patente de Broadcom y prohibió las importaciones correspondientes. Qualcomm y Broadcom llegaron a un acuerdo en abril de 2009, lo que resultó en un acuerdo de licencia cruzada, la desestimación de todos los litigios y el pago de Qualcomm de 891 millones de dólares durante cuatro años.
Durante el litigio, Qualcomm afirmó que nunca había participado en el proceso de establecimiento de estándares de JVT. Sin embargo, el testimonio de un ingeniero llevó al descubrimiento de 21 correos electrónicos relacionados con JVT que los abogados de Qualcomm habían ocultado al tribunal y 200.000 páginas de documentos relacionados con JVT. Los abogados de Qualcomm dijeron que la evidencia se pasó por alto por accidente, mientras que el juez dijo que fue una falta grave. Qualcomm fue multado con 8.5 millones de dólares por mala conducta legal. En la apelación, el tribunal sostuvo que Qualcomm solo podía hacer valer las patentes relacionadas contra los miembros que no eran de JVT, con base en los acuerdos firmados para participar en JVT.

### Nokia y Proyecto Estocolmo
Seis grandes empresas de telecomunicaciones encabezadas por Nokia presentaron una denuncia contra Qualcomm ante la división antimonopolio de la Comisión Europea en octubre de 2005. Alegaron que Qualcomm estaba abusando de su posición en el mercado para cobrar tarifas irrazonables por sus patentes. Qualcomm alegó que las seis empresas estaban en connivencia bajo el nombre en clave Proyecto Estocolmo en una estrategia legal para negociar tarifas más bajas. Estos hechos dieron lugar a una prolongada disputa legal.
Qualcomm presentó una serie de demandas por infracción de patentes contra Nokia en Europa, Asia, EE. UU. y el ITC. Las partes iniciaron más de una docena de juicios entre sí. Varias empresas presentaron quejas antimonopolio contra Qualcomm ante la Comisión de Comercio Justo de Corea, que inició una investigación sobre las prácticas de Qualcomm en diciembre de 2006. La disputa entre Qualcomm y Nokia se intensificó cuando su acuerdo de licencia finalizó en abril de 2007.
En febrero de 2008, las dos partes acordaron detener cualquier nuevo litigio hasta que se emita un fallo inicial sobre el primer juicio en Delaware. Nokia ganó tres fallos judiciales consecutivos con el Tribunal Federal de Patentes de Alemania, el Tribunal Superior del Reino Unido y la Comisión de Comercio Internacional, respectivamente. Cada uno descubrió que Nokia no estaba infringiendo las patentes de Qualcomm. En julio de 2008, Nokia y Qualcomm llegaron a un acuerdo extrajudicial que puso fin a la disputa y creó un acuerdo de licencia cruzada de 15 años.

### Disputas recientes
ParkerVision presentó una demanda contra Qualcomm en julio de 2011 alegando que infringió siete patentes de ParkerVision relacionadas con la conversión de señales de radio electromagnéticas a frecuencias más bajas. Un juez anuló un veredicto de jurado US$173 million contra Qualcomm.
En noviembre de 2013, la Comisión Nacional de Desarrollo y Reforma de China inició una investigación antimonopolio en la división de licencias de Qualcomm. La Comisión de Bolsa y Valores también inició una investigación sobre si Qualcomm violó las leyes antisoborno a través de sus actividades en China. El regulador chino allanó las oficinas chinas de Qualcomm en agosto de 2013. La disputa se resolvió en 2015 por $ 975 millones.
A fines de 2016, la Comisión de Comercio Justo de Corea alegó que Qualcomm abusó de una "posición dominante en el mercado" para cobrar a los fabricantes de teléfonos celulares regalías excesivas por patentes y limitar las ventas a empresas que venden productos semiconductores de la competencia. El regulador impuso a Qualcomm una multa de 854 millones de dólares, que la compañía dijo que apelará.
En abril de 2017, Qualcomm pagó un acuerdo $814.9 millones con BlackBerry como reembolso por las tarifas de licencia prepagas.
En octubre de 2017, la Comisión de Comercio Justo de Taiwán multó a Qualcomm con otros $773 millones. A fines de 2018, Qualcomm pagó un acuerdo a Taiwán por $93 millones en multas y la promesa de gastar $700 millones en la economía local de Taiwán.

### Apple
En enero de 2017, la Comisión Federal de Comercio (FTC) inició una investigación sobre las denuncias de que Qualcomm cobraba regalías excesivas por patentes que son "esenciales para los estándares de la industria". Ese mismo año, Apple inició una demanda mil millones contra Qualcomm en los EE. UU. alegando que Qualcomm cobró de más por semiconductores y no pagó mil millones en reembolsos. Apple también presentó demandas en China y el Reino Unido.
Apple alegó que Qualcomm estaba participando en una competencia desleal al vender patentes estándar de la industria a una tasa de descuento a cambio de un acuerdo de exclusividad para sus productos semiconductores. Un informe de la FTC llegó a conclusiones similares. Qualcomm presentó contrademandas alegando que Apple hizo declaraciones falsas y engañosas para inducir a los reguladores a demandar a Qualcomm. Qualcomm también demandó a los proveedores de Apple por supuestamente no pagar las regalías de patentes de Qualcomm, después de que Apple dejara de reembolsarles las tarifas de patentes. Qualcomm solicitó a la Comisión de Comercio Internacional que prohibiera las importaciones de iPhones, bajo la premisa de que contienen patentes de Qualcomm robadas después de que los proveedores de Apple dejaran de pagar.
En agosto de 2017, la Comisión de Comercio Internacional respondió a las quejas de Qualcomm iniciando una investigación sobre el uso de Apple de las patentes de Qualcomm sin regalías. Qualcomm también presentó una demanda contra Apple en China por supuesta infracción de patente en octubre de 2017. Al mes siguiente, Apple contrademandó, alegando que Qualcomm estaba usando tecnología patentada de Apple en sus componentes de Android.
En diciembre de 2018, los tribunales chinos y alemanes dictaminaron que Apple infringió las patentes de Qualcomm y prohibió la venta de ciertos iPhone. Algunas patentes se consideraron inválidas, mientras que otras fueron infringidas por Apple.
En abril de 2019, Apple y Qualcomm llegaron a un acuerdo para cesar todos los litigios y firmar un acuerdo de licencia de seis años. El acuerdo incluyó un pago único de Apple de alrededor de $4,500 a $4,700 millones. No se dieron a conocer los términos del acuerdo de licencia de seis años, pero se esperaba que las tarifas de licencia aumentaran los ingresos en $2 por acción.
En enero de 2018, la Comisión Europea de Competencia multó a Qualcomm $1,200 millones por un arreglo para usar chips de Qualcomm exclusivamente en los productos móviles de Apple. Qualcomm está apelando la decisión. En junio de 2022, Qualcomm anunció que la empresa había ganado su apelación contra una multa antimonopolio de la Unión Europea de más de mil millones de dólares. El llamamiento destacó que Apple, como empresa, no tenía otra alternativa técnica que usar los conjuntos de chips LTE de Qualcomm.

### Comisión Federal de Comercio
A partir de la investigación que condujo a las acciones judiciales de Apple, la FTC presentó una demanda contra Qualcomm en 2017 alegando que se involucró en un comportamiento antimonopolio debido a su monopolio en la tecnología de banda ancha inalámbrica. Las quejas presentadas por la FTC incluían que Qualcomm cobraba tasas de regalías de patentes "desproporcionadamente altas" a los fabricantes de teléfonos y se negaba a venderles chips de banda ancha si no otorgaban la licencia de las patentes, una política denominada "sin licencia, sin chips", que Qualcomm se negó a otorgar la licencia de la patente a otros fabricantes de chips para mantener su monopolio, y que Qualcomm deliberadamente ofreció a Apple un costo de licencia más bajo para usar sus chips exclusivamente, dejando fuera del lucrativo mercado de Apple a otros competidores y proveedores de servicios inalámbricos. El juicio comenzó en enero de 2019, ante la jueza Lucy Koh del Tribunal Federal del Distrito Norte que también supervisó el caso de Apple. El juez Koh falló en mayo de 2019 en contra de Qualcomm, afirmando que las prácticas de Qualcomm violaron las normas antimonopolio. Como parte del fallo, Qualcomm se vio obligado a detener su paquete "sin licencia, sin chips" con los fabricantes de teléfonos, y se le pidió que otorgara licencias de sus patentes a otros fabricantes de chips. Como Qualcomm había expresado su intención de apelar, un panel de jueces del noveno circuito de apelaciones suspendió las órdenes en espera de la acción judicial.
Qualcomm apeló al Noveno Circuito, que revocó la decisión en agosto de 2020. El Noveno Circuito determinó que la decisión del juez Koh se desvió más allá del alcance de la ley antimonopolio y que si la licencia de patentes de Qualcomm puede considerarse razonable y no discriminatoria no entra dentro del alcance de la ley antimonopolio, sino que es una cuestión de contrato y ley de patentes. El tribunal concluyó que la FTC no cumplió con su carga de la prueba y que las prácticas comerciales de Qualcomm se caracterizaban mejor como "hipercompetitivas" que como "anticompetitivas".

## Operaciones y cuota de mercado
Qualcomm desarrolla software, diseños de semiconductores, propiedad intelectual patentada, herramientas y servicios de desarrollo, pero no fabrica productos físicos como teléfonos o equipos de infraestructura. Los ingresos de la empresa se derivan de los derechos de licencia por el uso de su propiedad intelectual, las ventas de productos semiconductores que se basan en sus diseños y de otro hardware, software o servicios inalámbricos.
Qualcomm divide su negocio en tres categorías:
- QCT (Qualcomm CDMA Technologies): productos inalámbricos CDMA; 80% de los ingresos
- QTL (licencias de tecnología de Qualcomm): licencias; 19% de los ingresos
- QSI (iniciativas estratégicas de Qualcomm): invertir en otras empresas tecnológicas; menos del 1% de los ingresos

Qualcomm es un proveedor predominantemente sin fábrica de productos semiconductores para comunicaciones inalámbricas y transferencia de datos en dispositivos portátiles. Según la firma de analistas Strategy Analytics, Qualcomm tiene una participación de mercado del 39 por ciento en procesadores de aplicaciones para teléfonos inteligentes y una participación de mercado del 50 por ciento en procesadores de banda base. Su participación en el mercado de procesadores de aplicaciones en tabletas es del 18 por ciento. Según la firma analista ABI Research, Qualcomm tiene una participación de mercado del 65 por ciento en banda base LTE. Qualcomm también proporciona licencias para usar sus patentes, muchas de las cuales son fundamentales para los estándares inalámbricos CDMA2000, TD-SCDMA y WCDMA. Se estima que la compañía gana $20 por cada teléfono inteligente vendido.
Qualcomm es la empresa pública más grande de San Diego. Tiene un brazo filantrópico llamado The Qualcomm Foundation. Una demanda de enero de 2013 resultó en que Qualcomm adoptara voluntariamente una política de divulgación de sus contribuciones políticas. Según The New York Times, los defensores de la transparencia elogiaron la nueva política de divulgación de Qualcomm.